# Macrocentrus trimaculatus
Macrocentrus trimaculatus är en stekelart som först beskrevs av Cameron 1910.  Macrocentrus trimaculatus ingår i släktet Macrocentrus och familjen bracksteklar. Inga underarter finns listade i Catalogue of Life.